# Haninge kulturpark
Haninge kulturpark är det som återstår av den gamla folkparken i Handen, söder om Stockholm. Området blev i början på 1990-talet instiftat som en kulturpark där de sista kvarvarande gamla husen skulle förvaltas av föreningslivet. Förutom flera nybyggda bostadshus finns idag, 2018, Kulturföreningen RoJ (även kallat RoJteatern) i G:a Folkets Hus samt Kulturföreningen Levande Zon i Gula Villan i området, samt ABF Södertörn i Villa Rudan och Alphyddan. Även tillhörande kulturparken, men beläget en bit bort, finns Handens museum och smedja.
Varje sommar i juni arrangeras Kulturparksfestivalen i området med musik, teater, dans, hantverk, m.m.